# Ratpenat d'espatlles grogues petit
El ratpenat d'espatlles grogues petit (Sturnira erythromos) és una espècie de ratpenat que es troba a l'Argentina, Bolívia, Colòmbia, l'Equador, el Perú i Veneçuela.